# 紫外-可见分光光度法
紫外-可見光光譜（Ultraviolet–visible spectroscopy，UV-Vis），又称紫外-可见分子吸收光谱法，是以紫外线-可见光区域电磁波连续光谱作为光源照射样品，研究物质分子对光吸收的相对强度的方法。通过分子紫外-可见分子吸收光谱法的分析可以进行定性分析，并可依据朗伯-比尔定律进行定量分析。
当光的波长减小到一定数值时，溶剂对它产生强烈的吸收，即“端吸收”，样品测试就在“端吸收”的透明界限之内。
常用溶剂的透明界限如下表：
| 溶剂         | 透明界限（nm） |
| ------------ | -------------- |
| 水           | 190            |
| 乙腈         | 190            |
| 正己烷       | 200            |
| 异辛烷       | 200            |
| 环己烷       | 205            |
| 95%乙醇      | 205            |
| 甲醇         | 205            |
| 乙醚         | 215            |
| 1,4-二氧六环 | 215            |
| 磷酸三甲酯   | 215            |
| 氯仿         | 245            |
| 甲苯         | 300            |

## 电子跃迁与吸收带

### σ—σ*跃迁、R吸收带
成键σ电子由基态跃迁到σ*轨道。在有机化合物中，由单键构成的化合物，如饱和烃类能产生σ→σ*跃迁。引起σ→σ*跃迁所需的能量最大。因此，所产生的吸收峰出现在远紫外区，在近紫外区、可见光区内不产生吸收，故常采用饱和烃类化合物作紫外一可见吸收光谱分析时的溶剂（如正己烷、正庚烷等）。
R吸收带强度较弱，吸收峰在200～400nm之间。

### n—σ*跃迁、K吸收带
分子中未共用n电子跃迁到σ*轨道；凡含有n电子的杂原子（如N、O、S、P、X等）的饱和化合物都可发生n→σ*跃迁。由于此类跃迁比σ→σ*所需能量较小，一般相当于150～250nm的紫外光区，κ值在l00～l000 L.mol- 1.cm-1，属于中等强度吸收。
K吸收带强度较大，吸收峰通常在217～280nm之间；其波长随着共轭体系的加长而向长波方向移动，吸收强度也随之加强。

### π—π*跃迁、B吸收带
成键π电子由基态跃迁到π*轨道；凡含有双键或叁键（如C═C、C≡C等）的不饱和有机化合物，都能产生π→π*跃迁。π→π*跃迁所需的能量与n→σ*跃迁相近，吸收峰在200nm附近，属强吸收。
B吸收带吸收峰通常在230～270nm之间；B吸收带的精细结构常用来判断芳香族化合物，但当苯环上有取代基且与苯环共轭或在极性溶剂中测定时，这些精细结构会简单化或消失。

### n—π*跃迁、E吸收带
未共用n电子跃迁到π*轨道。含有杂原子的双键不饱和有机化合物能产生这种跃迁。如含有C═O、C═S、-N=O、-N=N-等杂原子的双键化合物。跃迁的能量最小，吸收峰出现在200～400nm的紫外光区，属于弱吸收。
E吸收带分E1、E2带；E1带的吸收约在185nm处，E2带约在204nm处，都属强吸收。